# Comandante Ferraz
Comandante Ferraz is een Braziliaans poolstation in de Admiraltybaai op King George eiland, het grootste eiland van de Zuidelijke Shetlandeilanden. Het permanent bemande station werd vernoemd naar Luís Antônio de Carvalho Ferraz, commandant bij de Braziliaanse marine.
Het station werd in gebruik genomen op 6 februari 1984 en biedt tegenwoordig plaats aan zo'n 60 mensen (onderzoekers, technici, militairen en burgers).
Op 25 februari 2012 brandde ongeveer 70% van de basis af na een explosie in de machinekamer. Hierbij kwamen 2 mensen om en raakte een derde gewond. De Braziliaanse overheid schatte dat de wederopbouw zo'n twee jaar in beslag zal nemen.

## Onderzoek
Onderzoek in de basis richt zich vooral op klimaatverandering, opwarming van de Aarde, het broeikaseffect, aantasting van de ozonlaag en zeespiegelstijging.
Daarnaast wordt er onderzoek uitgevoerd betreffende meteorologie, geologie, oceanografie, astrofysica, geomagnetisme, en nucleaire geofysica.